# Amin al-Hoesseini

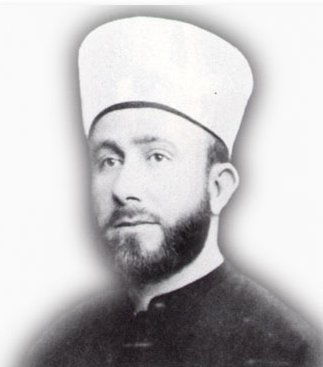
Hadj Mohammad Amin al-Hoesseini

Mohammad Amin al-Hoesseini (Arabisch: محمد أمين الحسيني), ook gespeld als al-Husayni of el-Husseini, (Jeruzalem, ca. 1897 - Beiroet, 4 juli 1974) was een Arabische nationalist en als grootmoefti van Jeruzalem een islamitisch leider.
Mohammed Amin al-Hoesseini was een telg van de oude prominente Al-Hoesseini-familie van moefti's in Jeruzalem en afstammeling van Hoessein, de kleinzoon van de profeet Mohammed. Deze familie onderhield goede betrekkingen met de Osmaanse regering. Zijn belangrijkste posities waren die van grootmoefti van Jeruzalem en president van de Hoogste Moslimraad.

## Jeugd en opleiding
Al-Hoesseini groeide op in Jeruzalem waar zijn vader Sjeik Tahir al sinds 1880 oppositie voerde tegen Joodse immigranten, en studeerde aan de Al-Azhar-universiteit te Caïro. Daar kon hij zijn studies echter niet afmaken vanwege het uitbreken van de Eerste Wereldoorlog op welk moment hij in Jeruzalem was. Tijdens de Eerste Wereldoorlog diende hij in het Ottomaanse leger. Nadat hij in Turkije een officiersopleiding had gevolgd, werd hij in de 47e brigade in İzmir gestationeerd, maar kwam in zijn tweejarige diensttijd nooit aan het front. Hij beschreef de verhouding met zijn commandant als gespannen omdat Arabische soldaten gediscrimineerd werden.

### Educatieve en politieke activiteiten
Begin 1917 keerde Amin al-Hoesseini naar Jeruzalem terug en had verschillende administratieve banen ten dienste van de Britse districtsgouverneur in Jeruzalem. In juli 1919 had hij een actieve rol bij de organisatie van het Pan-Syrische Congres in Damascus door deelname van een Palestijnse vertegenwoordiging. Terug in Jeruzalem werd hij leraar op de Rashiddiyyah Hogeschool. Ook werd hij politiek actief in zijn verzet tegen de zionistische immigratie in het mandaatgebied Palestina, zowel tegen de zionistische Joden als tegen de Britten vanwege de Balfourverklaring van 1917 met betrekking tot een tehuis voor Joden in het mandaatgebied Palestina. Bij discussies met de Britten over de toekomst van  mandaatgebied Palestina en zijn oppositie tegen de invloed van de Joden kreeg hij steun van islamitische en christelijke organisaties. Hij streefde naar het verkrijgen van onafhankelijkheid van het mandaatgebied Palestina en beëindiging van de opbouw van een nationaal tehuis voor Joden.
In april 1920 speelde hij zijn eerste politieke rol tijdens het Nabi Musa-feest, dat uitliep op een oproer in Jeruzalem. Amin al-Hoesseini, zijn oom Musa Kazim al-Hoesseini, burgemeester van Jeruzalem, en krantenredacteur Aref al-Aref zouden de Arabische menigte, die naar de stad was gekomen vanwege het feest, opgehitst hebben. Er braken rellen uit met, door Ze'ev Jabotinski militair getrainde en opgehitste, groepen Joden die zich voorbereid hadden. Nadat een vlag van een Palestijn uit Hebron door een Jood was bespuugd en verscheurd, sloeg de vlam in de pan. Bij de onlusten kwamen vijf Joden en vier Arabieren om het leven. Musa Kazim al-Hoesseini werd na de onlusten afgezet als burgemeester; Amin al-Hoesseini en Aref al-Aref werden door het Britse militaire hof tot 10 jaar gevangenisstraf veroordeeld wegens ophitsing. Amin al-Hoesseini was gevlucht en werd in afwezigheid veroordeeld. Ze'ev Jabotinski, die bij de rellen betrokken was vanwege door hem militair getrainde groepen en de gemoederen had opgehitst, werd tot 15 jaar gevangenisstraf veroordeeld.

### Grootmoefti van Jeruzalem
De Britse hoge commissaris van het Mandaatgebied Palestina, Herbert Samuel, verleende Al-Husseini in 1921 amnestie en benoemde hem, nadat zijn halfbroer Kamal in maart 1920 was gestorven, tot grootmoefti van Jeruzalem. Kort daarna werd hij ook benoemd als president van de Supreme Muslim Council en van het Islamitische Hof. Hierna ontwikkelde hij zich in korte tijd tot een belangrijk politiek leider met aanzienlijke Waqf-fondsen onder zijn beheer en voerde een krachtige oppositie tegen de voortgaande immigratie en vestiging van Joden in Palestina. Met zijn uitgesproken opvattingen riep hij weerstand op van de even machtige maar gematigde familie Nashashibi, waarvan Raghib al-Nashashibi burgemeester van Jeruzalem was.
Zijn positie wendde hij aan om in moskeeën predikers aan te stellen en aan het hof rechters te benoemen die hem steunden in zijn antizionistisch beleid.
Amin al-Hoesseini genoot in de periode tot de Tweede Wereldoorlog in alle Arabische en islamitische landen groot gezag en was populair omdat hij als vooraanstaand politicus ook een charismatisch leider was. In 1931 organiseerde hij het tweede pan-islamitisch congres te Jeruzalem, reisde het hele Midden-Oosten rond en verwierf politieke en financiële steun om oppositie te voeren tegen de zionistische kolonisten in het  mandaatgebied  Palestina. In 1941 schrijft hij: Von dem unueberwindlichen Glauben an ihre Sache beseelt, haben die Araber van Palaestinas mit den rudimentaersten Waffen gekaempft. Ausserdem hat die palaestinensische Frage alle arabischen Laender in einem gemeinsamen Hass gegen die Englaender und die Juden geeint.

## Palestina voor de oorlog

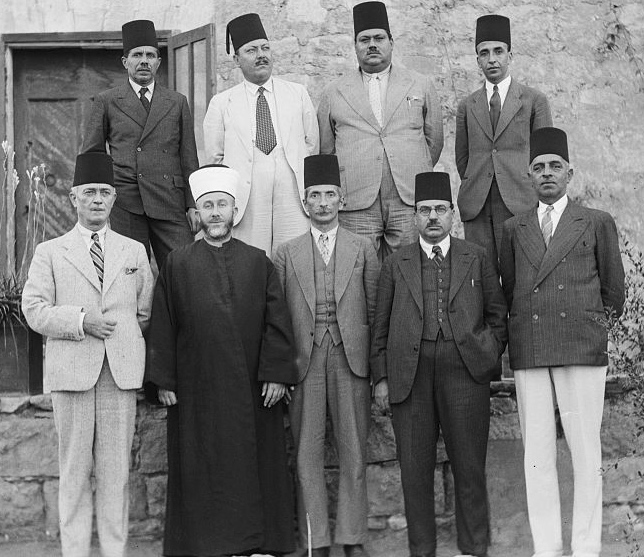
Het Arabische Hoge Comité (1936)

Hoewel Al-Hoesseini bekendstond als de 'Grote Moefti', bezat hij die titel niet officieel. Hij speelde een belangrijke rol in het Arabische verzet tegen de zionistische politieke ambities in het Britse mandaatgebied Palestina.
In 1935 richtte hij een Arabisch politieke partij (PAP) op met zijn neef, Jamal Musa al-Hoesseini, als voorzitter. De daaraan verbonden jeugdvereniging, Al-Futtawah, was daarvan de krachtigste factor die in Palestina talrijke pamfletten met nationaalsocialistische leuzen en hakenkruisen verspreidde. Uit de leden van deze en andere paramilitaire verenigingen van jonge moslims in het mandaatgebied Palestina werden leden gerekruteerd voor geheime terroristische groeperingen, zoals de Jihad voor het Heilig Land die in Judea door Abdel Kader al-Hoesseini (Abd al-Qadir al-Husayni) werd opgericht en de in Galilea en Haifa optredende terreurgroep van sjeik Izz al-Din al-Kassam.
Op 19 april 1936 begon in het mandaatgebied Palestina een Arabische opstand die duurde tot 1939. Deze opstand werd geleid door het Arabische Hoge Comité, dat werd voorgezeten door Al-Hoesseini, en gaf leiding aan de paramilitaire terreurgroepen. Het Hoge Comité riep een algemene staking uit en riep op tot het niet-betalen van belastingen. Het comité eiste voorts de onafhankelijkheid, een einde van de Joodse immigratie en het verbod op het verkopen van land aan Joden. Joden en Joodse nederzettingen werden het doelwit van aanslagen. De moefti gebruikte deze opstand om zich te ontdoen van al die Arabieren die het niet met zijn harde lijn eens waren en wilden onderhandelen met de Joden en de Britten zoals de machtige en invloedrijke stamhoofden van de Nashashibis en de  christenen. Zijn paramilitaire terreurgroepen traden tegen deze ‘dissidente’ bewoners harder op dan tegen de Joden. Zo doodden ze in 1938 279 Joden en meer dan tweeduizend bewoners waarbij de laatsten met buitengewone wreedheid waren ‘behandeld’. Waar zijn paramilitaire groepen de overhand kregen werd de Sharia opgelegd; wie zich niet hield aan de orthodox islamitische kledingvoorschriften of andere overtredingen tegen de Sharia beging werd onmiddellijk en meedogenloos gedood.
De opstand werd gesteund door de nazi-regering van het Duitse Rijk met financiering en wapenleveranties via Irak en Saoedi-Arabië. In juli 1937 werd Al-Hoesseini door het Britse Mandaat tot tien jaar cel veroordeeld, waarop Al-Hoesseini zich eerst terugtrok in het heiligdom Haram Ash-Sharif en vervolgens in oktober 1937 vluchtte naar Libanon. Hier zette hij het Hoge Comité, dat door de Britten was verboden, opnieuw op. In oktober 1939 vluchtte Al-Hoesseini verder naar Irak, omdat zijn relaties met Syrië en Frankrijk vertroebeld waren geraakt.
In 1939 wist het Britse bestuur samen met het Arabische verzet (onder leiding van Fachri Nashashibi, de aartsvijand van Al-Hoesseini) tegen de paramilitaire terreur van de moefti en Joodse milities de Arabische opstand te bedwingen, maar moest daarbij concessies doen. Groot-Brittannië zou afzien van het vestigen van een Joodse staat in het mandaatgebied Palestina en zou de immigratie van Joden beperken tot 75.000 in totaal voor de volgende vijf jaren. Deze concessies werden door Al-Hoesseini als ontoereikend van de hand gewezen. Omwille van de vrede in het Midden Oosten werd hij door de Britten gerehabiliteerd en noemden zij Al-Hoesseini zelfs de invloedrijkste Arabier en maakten hem tot grootmoefti van Jeruzalem.

## Relaties met Duitsland

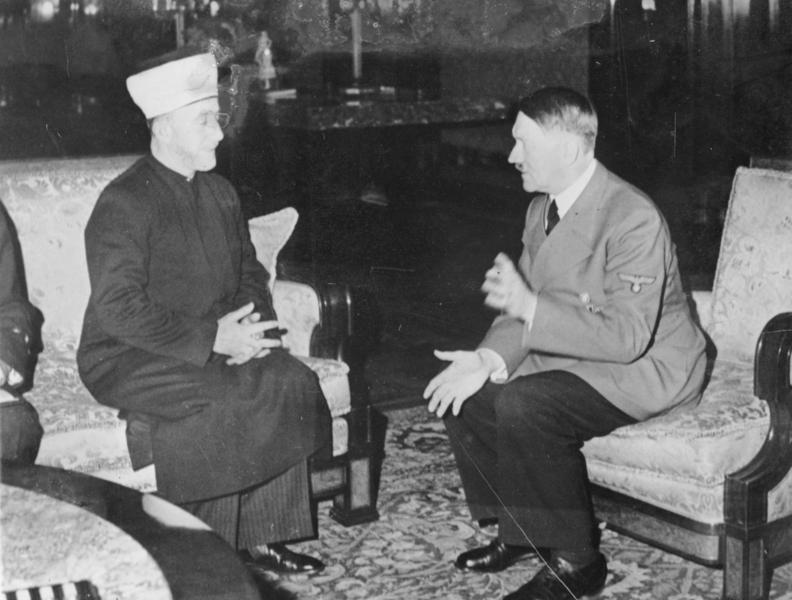
Al-Hoesseini en Hitler (1941)

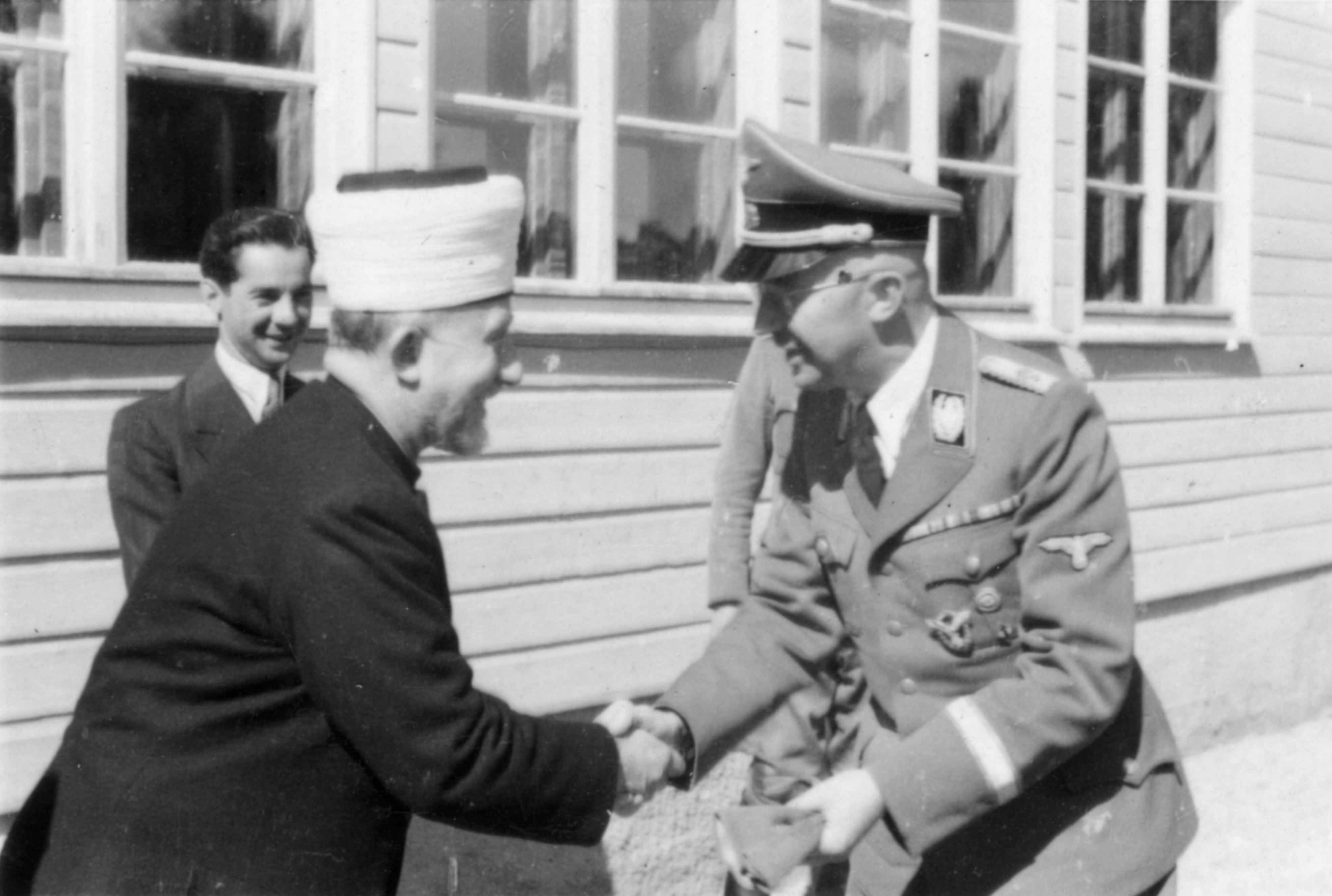
Al-Hoesseini en Himmler (1943)

In zijn verzet tegen het Britse koloniale bestuur en de Joodse immigratie zocht Al-Hoesseini onder andere steun bij Duitsland. Direct na de machtsovername door Hitler en de nazi's in 1933 zocht hij toenadering tot de nieuwe Duitse machthebbers. Bij de ontmoeting met de nieuwe Duitse consul, Wolff, in Jeruzalem bood Al-Hoesseini direct zijn diensten aan en deelde hij mee: 'De Moslims in en buiten het mandaatgebied Palestina begroeten het nieuwe regime in Duitsland van harte en hopen dat ook andere landen het fascistisch-antidemocratisch staatsbestel zullen overnemen.' Duitsland wilde hier in dat jaar geen gebruik van maken om de Duits-Britse betrekkingen niet te beschadigen. In 1937 waren er meer contacten tussen Duitsland en Al-Hoesseini. In april 1941 pleegde Rasjid Ali, die onder invloed stond van Al-Hoesseini, in Irak een pro-Duitse staatsgreep.
Toen de Britse troepen de opstand neersloegen vluchtte Al-Hoesseini naar nazi-Duitsland. Daar vond hij onder andere de journalisten Younis Bahri en Kamel Mroué (ook als Kamil Muruwwah geschreven) die later zijn uitzendingen op Radio Berlin verzorgden alsmede andere strijders zoals Fawzi al-Qawuqji en Sheikh Hassan Salameh.
Op 28 november 1941 bracht hij in Berlijn een bezoek aan Adolf Hitler, en verzocht hem een verklaring af te leggen van steun aan "de Arabische strijd voor onafhankelijkheid en bevrijding", aan welk verzoek Hitler echter niet wilde voldoen.
Nazi-Duitsland verzorgde via de kortegolfzender van Zeesen vanaf 1939 uitzendingen, gericht op het buitenland. De Arabische afdeling was de grootste afdeling en stond vanaf 1941 onder leiding van Al-Hoesseini. Al-Hoesseini riep via deze zender moslims op de Balkan op om dienst te doen in speciale moslimeenheden van de Waffen-SS (de Handschar en Kama divisies). De zender kon ook in het Midden-Oosten goed ontvangen worden. Al-Hoesseini riep in zijn uitzendingen de Arabieren op om in opstand te komen tegen de Britse kolonisator en tot het vermoorden van iedere Jood die men tegenkwam.
Herhaaldelijk zijn beweringen in omloop gebracht dat hij contacten zou hebben onderhouden met Adolf Eichmann. Echter, de vermaarde Joodse publiciste Hannah Arendt, die het in 1961 in Israël gevoerde proces tegen Eichmann volledig bijgewoond heeft en daarover het boek Eichmann in Jeruzalem schreef, concludeerde: "Het proces onthulde alleen maar dat alle geruchten over Eichmanns connecties met Haj Amin al-Hoesseini, de vroegere mufti van Jeruzalem, ongegrond waren." Dit werd door de moefti zelf tegengesproken zoals blijkt uit een interview uit 1968 dat Edward Saab in Le Monde bij zijn dood herhaalde: "Il semble que mon entrevue avec Eichmann ait compromis les démarches déployées à l'époque auprès du Führer pour arrêter le génocide des juifs." Ook Eichmanns medewerker Wisliceny beweerde in 1946 dat rond de jaarwisseling van 1942 een ontmoeting plaatsvond. Eind juni 2017 werden foto's uit 1942 of 1943 teruggevonden waarbij al-Hoesseini een bezoek brengt aan een kamp in het bijzijn van verscheidene later veroordeelde oorlogsmisdadigers.
Al-Hoesseini onderhield ook contacten met Heinrich Himmler. Himmler zond hem op 2 november 1943 een telegram naar aanleiding van de 26e verjaardag van de Balfour-verklaring. Himmler bood Al-Hoesseini de mogelijkheid een instituut voor de opleiding van imams in Dresden op te richten. Hiervoor stuurde Al-Hoesseini een danktelegram aan Himmler op 27 november 1944. Ook intervenieerde hij op 6 mei 1942 bij de Bulgaarse minister van Buitenlandse Zaken toen hij vernam dat 4000 Joodse kinderen en hun begeleiders naar het mandaatgebied Palestina zouden mogen vertrekken. Hij pleitte ervoor ze naar een land te sturen waar ze onder strikte controle staan, bijvoorbeeld Polen. De kinderen werden daarna inderdaad gedeporteerd. Volgens journalist Igor Cornelissen heeft Al-Hoesseini een bezoek gebracht aan Nederland, waarschijnlijk in 1943. Hij verbleef tot 1945 in Duitsland.

## Na de Tweede Wereldoorlog

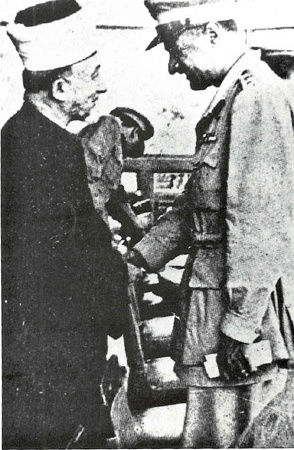
Hoesseini en Gamal Abdel Nasser (1948)

Na de Tweede Wereldoorlog vluchtte hij eerst naar Zwitserland en vervolgens naar Frankrijk. Hier werd hij onder huisarrest geplaatst. Hij vluchtte vervolgens naar Egypte, waar hij in 1948 asiel kreeg onder bescherming van de Moslimbroederschap. Hij werd door de leider van de Moslimbroederschap, Hassan al-Banna, aangesteld tot vertegenwoordiger van deze (reeds machtige) organisatie in het mandaatgebied Palestina, waardoor hij het leiderschap kreeg over de meeste Arabieren daar en de Arabische opstand tegen de Engelsen en de Joden aldaar leidde. Onder andere Joegoslavië vroeg na de oorlog om zijn uitlevering maar dit verzoek werd niet ingewilligd. Van 1948 tot 1959 leidde hij een Palestijnse regering die door enkele Arabische landen werd erkend maar die buiten de Gazastrook geen grondgebied had (Egypte hield de Gazastrook bezet, Jordanië had de Westelijke Jordaanoever geannexeerd en erkende Al-Hoesseini's regering niet). In 1959 werd de regering door Egypte opgeheven. In 1956 publiceerde hij in Caïro zijn boek De Waarheid van het Palestijnse Probleem in het Arabisch. Yasser Arafat, leider van de PLO, was een groot bewonderaar van Al-Hoesseini en noemde hem zelfs als een van zijn helden en stelde hem ten voorbeeld aan zijn medestrijders.
Mohammad Amin al-Hoesseini overleed in 1974 op ongeveer 79-jarige leeftijd in Libanon. Zijn bij leven geuite wens om in Jeruzalem begraven te worden werd door de Israëlische autoriteiten niet ingewilligd. Zijn begrafenis in Beiroet werd bijgewoond door de minister-president van Libanon en door PLO-leider Yasser Arafat.

## Beweringen van Netanyahu
Op 21 oktober 2015 baarde premier Benjamin Netanyahu van Israël opzien door te stellen dat het idee van de "Endlösung" een idee zou zijn van Al-Hoesseini. Dit zou volgens Netanyahu zijn voorgesteld tijdens een gesprek tussen Al-Hoesseini en Adolf Hitler op 28 november 1941. Volgens Netanyahu zou Hitler aanvankelijk enkel deportatie voor ogen hebben, maar Al-Hoesseini zou hem overtuigd hebben ze "te verbranden". In een gemeenschappelijke persconferentie van Netanyahu met kanselier Angela Merkel verklaarde Merkel echter dat ze bleef "bij onze verantwoordelijkheid voor de holocaust". Uit het verslag op 28 november 1941 van de ontmoeting tussen Al-Husseini en Hitler blijkt dat de beschuldiging door Netanyahu leugenachtig was. 
(Evenals Netanyahu's bewering dat de Arabieren de Joden uit het land van Israël verdreven.)